# Cantón de Belin-Béliet
El cantón de Belin-Béliet era una división administrativa francesa, que estaba situada en el departamento de Gironda y la región de Aquitania.

## Composición
El cantón estaba formado por cinco comunas:
- Belin-Béliet
- Le Barp
- Lugos
- Saint-Magne
- Salles

## Supresión del cantón de Belin-Béliet
En aplicación del Decreto n.º 2014-192 de 20 de febrero de 2014, el cantón de Belin-Béliet fue suprimido el 22 de marzo de 2015 y sus 5 comunas pasaron a formar parte del nuevo cantón de Las Landas de Graves.